# Francmasonería en Hispanoamérica

## Antecedentes
La masonería o francmasonería es una sociedad que congrega a hombres libres y de buenas costumbres quienes se reconocen como hermanos en cuanto a la aceptación de la existencia de un Dios Padre de todos los hermanos, que se reúnen en un lugar al que denominan logias.
Una logia es la reunión de un mínimo de siete maestros masones. Una Gran Logia es la jurisdicción que rige la reunión o federación de las logias de un Estado. Para asistir a sus reuniones es preciso pasar por un proceso de selección y de aprobación de los miembros de la fraternidad. Esto le asigna un carácter iniciático. Al mismo tiempo se ha caracterizado por su inclinación a la filantropía. Sus enseñanzas se trasmiten a través de la interpretación de símbolos que manejan en extrema discreción por no decir en secreto. Los masones se reconocen por sus signos, señales y tocamientos.

## Orígenes
Sobre los orígenes de la masonería en la América de habla hispana se ha especulado mucho más de lo que se ha investigado con seriedad y dedicación. Esto nos hace advertir al lector sobre lo fangoso del terreno, y la debida atención de debe prestar para no caer en engaños.
Como ha sido considerada como una sociedad de pensamiento, es obvio que se atribuya importancia a la posibilidad de sus influjos en la divulgación de ideas. Pero tampoco tanto como para sobre estimar esta circunstancia.
Ha sido considerada como una precursora de las luchas independentistas y revolucionarias, hasta el punto de que las directrices de la división geográfico-política se hayan debido a la gran influencia de francmasones. Principalmente, en Iberoamérica, donde las ideas de libertad, igualdad y fraternidad (lanzadas en la Revolución francesa), fueron tomadas como estandarte para catalizar movimientos sociales, entre los que destacan la abolición de la esclavitud, la educación laica, separación del poder de la Iglesia y del Estado.(cita requerida)
Destaca mucho que debido a la organización de grupos denominados (logias) permitió agrupar diversidad de pensamientos liberales y revolucionarios, unos con perfil humanista y algunos con interés político y económico. Prueba de ello es que en México, Venezuela o Cuba entre otros, por mucho tiempo las ideas expuestas en estas logias eran las que regían el rumbo del país. En 1850 en el Senado de México, por ejemplo, se realizaban iniciaciones y rituales masónicos, con la autorización del Gran Maestro de la Logia. Cabe señalar que en México, se promulgaron leyes con profundos ideales masónicos, una de ellas la Ley 'Juárez', que retiraba al clero la administración de Cementerios (Panteones) y el control y llenado del registro de nacimientos, trasladando al Gobierno estas funciones. En el puerto de Veracruz, México, una infraestructura eclesial en desuso fue donada a la Gran Logia Unida del lugar, para realizar sus velaciones y ceremonias iniciáticas. El general Porfirio Díaz, reconocido masón, donó un inmueble de gran valía en la Ciudad de México, para instalar las oficinas y templo del Supremo Consejo Masónico.
En los siglos XVIII (para el caso de la masonería estadounidense) y XIX (a partir de 1808 cuando se instalaron las primeras logias en Tierra Firme) la comunicación entre logias permitió una rápida expansión de los ideales revolucionarios, así como de acciones de resistencia armada. Pese a que las logias tienen contemplado, en principio, evitar temas de política y religión, y siendo Hispanoamérica de profundas raíces católicas, las logias emplearon medios sutiles para manipular la opinión pública, exaltando la práctica de las virtudes. De esta forma, la política se convirtió en un ataque a las malas prácticas de gobierno, y la religión se enfocó como un modo de convivencia entre hombres en un marco de valores y buenas prácticas. Cabe señalar que el Comandante Fidel Castro, recibió el apoyo de masones en la Ciudad de Tuxpan, Veracruz.(cita requerida)
En gran parte de Sudamérica la francmasonería se vio minimizada, pero no por ello dejó de tener gran presencia, prueba de ello los movimientos independentistas de Simón Bolívar y de José de San Martín entre otros.
Actualmente cada región de Hispanoamérica ha adoptado y hecho a su forma los rituales y liturgias que usa la francmasonería universal, pero la mayoría de las veces conserva en esencia sus principales divisas: libertad, igualdad y fraternidad. Salud, Fuerza y Unión. Fe, Esperanza y Caridad.

## Por país
Argentina
- Orden Masónica Mixta Internacional Le Droit Humain – El Derecho Humano - Jurisdicción Argentina[1]

Chile
- Academia de Estudios Masónicos de Chile[2]
- Gran Logia Autónoma de Chile - Garante del Ritual de Emulación en Chile[3]
- Orden masónica mixta internacional Le Droit Humain - Federación Chile[4]

Colombia
- Supremo Consejo del grado 33 para Colombia
- Gran Logia Nacional de Colombia
- Gran Logia de Colombia
- Gran Logia del Departamento de Antioquia
- Orden Masónica Mixta Internacional Le Droit Humain – El Derecho Humano - Federación Colombiana[5]

Costa Rica
Cuba
Ecuador
Guatemala
México
- Gran Logia Justo Sierra Méndez[6]
- Consejo Masónico Mexicano Unión de Grandes Logias y Federaciones de Masones en México[7]
- Orden masónica mixta internacional Le Droit Humain - Jurisdicción Mexicana[8]

Paraguay
- Orden masónica mixta internacional Le Droit Humain - Federación Paraguay[9]

Perú
Uno de los masones peruanos más conocidos del siglo XX, ha sido el líder aprista, Víctor Raúl Haya de la Torre, quien murió en una pobreza franciscana. (cita requerida)
Uruguay
En Uruguay tiene como sede la Confederación Interamericana de Masonería Simbólica, que agrupa a grandes Logias del Continente con el fin de conservar y promover los usos y costumbres que caracterizan a la francmasonería en todo el mundo.
Venezuela
La organización de la masonería en Venezuela  es una consecuencia de la independencia. De hecho, los masones del siglo XIX, reconocen la presencia de masones en los ejércitos separatista y realista. Atribuyendo a la fraternidad masónica, reconocida entre el general Simón Bolívar "El Libertador" y el general Pablo Morillo, el proceso de pacificación que concluye con el Armisticio de Paz, y el principio del fin de la guerra a muerte. Todo ello con la ayuda de masones en ambos ejércitos, el "liberador" y el prohispánico o procolonial.
Se le ha pretendido identificar como agente de la independencia, pero hoy día, gracias a los avances de la historiografía, sabemos que la independencia fue resultado de una crisis de autoridad de la monarquía española en América. Más aún en el caso de Venezuela, fue resultado de una explosión social como resultado de una crisis de autoridad tan prolongada que se convirtió en decadencia. La independencia fue la consecuencia de la Guerra, no tanto su causa. Paradójicamente la declaración de independencia fue el resultado de las juntas patrióticas que se reunieron para defender los supuestos derechos de Fernando VIII, cuando había sido obligado a renunciar a ellos. 
En la Historia Contemporánea de Venezuela de Francisco González Guinán (1841-1932) se reproduce un documento donde los masones de Caracas solicitan al presidente José Gregorio Monagas, la libertad del anciano general Santiago Mariño. El historiador Eloy Reverón citó en: REVERON GARCÍA, Eloy E., Crisis de la Masonería Venezolana (Siglo XX) Caracas, Instituto de Altos Estudios Diplomáticos "Pedro Gual", Cátedra de Historia de Venezuela Contemporánea, Profesor Manuel Caballero, Jun, 1995, 38 p. la fuente de esta obra que reposa en el Archivo General de la Nación: A.G.N. Archivo Blanco Azpurua, Papeles de Ramón Azpurua, T.3, N 19, Representación al General José Gregorio Monagas, Presidente de la República, firmada por los principales miembros de la logia de Caracas, exitándolo al olvido absoluto y general de errores políticos... Caracas, 8 de sep de 1853, fl. 105, de la cual extrajo el siguiente fragmento: "  Fue la Masonería la que puso fin a la guerra a muerte entre venezolanos y españoles. Una logia llamó al orden a Morillo que tantas vezes (sic) había quebrantado sus deberes mas:.; y Morillo inclinó la cabeza e hizo homenaje á la fraternidad; y si este efecto obró entre venezolanos y españoles cuando con tanto encarnizamiento combatían, ¿ Cómo no ha conseguido entre hermanos, obteniendo la perfecta reconciliación de los mismos venezolanos entre sí, si vos restais vuestra eficaz cooperación en esta obra filantrópica?"  Esta cita vino a propósito de que los masones de Caracas querían dejar claro que si Morillo y Bolívar habían llegado a un acuerdo entre masones, porqué el presidente Monagas no habría de perdonar a su hermano Mariño. 

Masonería extraterritorial
Existen instituciones masónicas que tienen carácter extraterritorial, tal como el Gran Oriente Latinoamericano (GOLA), que agrupa Logias de varios países del subcontinente así como de varios países europeos (Bélgica, España, Francia, Suecia). Igualmente, a nivel de los grados filosóficos existen Capítulos tales como el Gran Capítulo General de Rito Francés (vinculado con el GOLA) o el Capítulo Nuevo Mundo, trabajando según el Rito escocés, con miembros en Argentina, Bélgica, Chile, Ecuador, España, Francia y Uruguay.